# Claustrophobic Universe
Claustrophobic Universe è il secondo album in studio del cantautore polacco Mariusz Duda, pubblicato il 23 aprile 2021 dalla GlassVille Records.

## Descrizione
Il disco rappresenta la seconda parte della Lockdown Trilogy iniziata l'anno precedente con Lockdown Spaces ed è stato registrato nei primi mesi del 2021 presso i Serakos Studio di Varsavia. Come spiegato dall'artista, il disco rappresenta un viaggio all'interno della mente umana:

## Promozione
Per anticiparne l'uscita di Claustrophobic Universe, l'8 aprile 2021 Duda ha reso disponibile l'audio del brano omonimo attraverso YouTube, mentre il 16 dello stesso mese ha pubblicato il singolo Knock Lock, accompagnato nei giorni seguenti dal relativo video musicale.
Il disco è stato distribuito inizialmente per il solo download digitale, per poi essere stato pubblicato nel formato audiocassetta il 7 maggio dello stesso anno. Il 12 agosto 2022 è stata commercializzata anche la versione LP attraverso la Kscope.

## Tracce
Musiche di Mariusz Duda.
1. Knock Lock – 3:58
2. Planets in a Milk Bowl – 4:12
3. I Landed on Mars – 2:50
4. Waves from a Flat Earth – 3:52
5. 2084 – 4:40
6. Escape Pod – 6:52
7. Lemon Flavoured Stars – 4:17
8. Claustrophobic Universe – 5:59
9. Numbers and Denials – 5:20

## Formazione
- Mariusz Duda – strumentazione, produzione
- Magda Srzedniccy – produzione, registrazione
- Robert Srzedniccy – produzione, registrazione
- Hajo Müller – copertina